# Skateaway
Skateaway är en låt av det brittiska bandet Dire Straits från albumet Making Movies, släppt som singel ett halvår efter.
Låten uppstod delvis ut den osläppta låten "Making Movies" som även den innehåller raden "making movies on location".